# Al Capone
Alphonse Gabriel "Al" Capone, även känd under öknamnet Scarface, född 17 januari 1899 i Brooklyn i New York, död 25 januari 1947 på Palm Island nära Miami Beach, Florida, var en amerikansk gangster. 
Capone började sin kriminella karriär i New York 1910 som medlem i Five Points Gang, där Johnny Torrio var ledare. Capone flyttade till Chicago 1919, fortfarande som en av Torrios män. Sedan Torrio dragit sig tillbaka arbetade sig Capone upp till toppen, först i Cicero, Illinois och sedan i staden Chicago. Capone sysslade bland annat med försäljning och smuggling av alkohol. Capone är idag känd för att han misstänks ha iscensatt Valentinmassakern på Alla hjärtans dag 1929. 
Trots sin omfattande verksamhet kunde Capone aldrig dömas för annat än skattebrott, vilket dock till slut gav honom 11 års fängelse i federal domstol. Han påbörjade straffet i statsfängelset i Atlanta, men flyttades senare till Alcatraz. När han benådades och frigavs från Federal Correctional Institution, Terminal Island, Los Angeles, 16 november 1939, var han mentalt och till hälsan en bruten man. Orsaken till detta var obehandlad syfilis. Han framlevde sina sista dagar i Florida där han avled 1947 i sviterna efter en stroke, som ledde till lunginflammation. Capones verksamhet i Chicago togs över av Frank Nitti.

## Ungdomsåren
Capones föräldrar Gabriele Capone (12 december 1864 – 14 november 1920) och dennes fru Teresina Raiola (28 december 1867 - 29 november 1952) fick Al i Brooklyn, den 17 januari 1899. Gabriele var en frisör från Castellammare di Stabia, en stad ungefär 24 km söder om Neapel i Italien. Teresina var sömmerska och dotter till Angelo Raiola från Angri, en stad i provinsen Salerno i sydvästra Italien. 
Gabriele och Teresina hade sju söner och två döttrar: Vincenzo Capone (1892 – 1 oktober 1952), Raffaele Capone (12 januari 1894 – 22 november 1974), Salvatore Capone (januari 1895 – 1 april 1924) Alphonse Gabriel Capone (17 januari 1899 – 25 januari 1947), Erminio Capone (född 1901, dödsdag okänd), Umberto Capone (1906 – juni 1980), Matthew Capone (1908 – 31 januari 1967), Rose Capone (född och avliden 1910) och Mafalda Capone (senare fru till John J. Maritote, 28 januari 1912 - 25 mars 1988).
Capone-familjen emigrerade till USA 1894 och slog sig ned i Brooklyn Navy Yard i "downtown Brooklyn". När Al var 14 år flyttade Capone-familjen till adressen 21 Garfield Place i Park Slope, Brooklyn. I grannskapet till denna nya adress mötte Capone både gangstern Johnny Torrio och Mae Josephine Coughlin som han några år senare skulle gifta sig med på St. Mary's Star vid Sea Roman Catholic Church.

## Tidig brottslig karriär
Capones brottsliga liv började tidigt. Som tonåring gick han med i tre gäng, Brooklyn Rippers och 40 Thieves, och sysslade med mindre brott. Capone lämnade skolan i sjätte klass vid 14 års ålder, efter att ha blivit avstängd för att ha slagit en lärare på Public School 133. Han hade sedan en del diversearbeten runtom i Brooklyn, bland annat i en godisaffär och en bowlinghall. 
Efter sin första tid med smågängen gick Capone med i det ökända Five Points Gang, lett av Frankie Yale. Det var vid den här tiden som han började arbeta som bartender och dörrvakt på Yales sunkiga Harvard Inn. Det var där Capone fick ärren som gav honom smeknamnet "Scarface". När han arbetade som kypare för ett ungt par, lutade han sig fram och sade till kvinnan, "Honey, you have a nice ass and I mean that as a compliment" ("Sötnos, du har en snygg röv och det menar jag som en komplimang"). Kvinnans bror, Frank Gallucio, drog en kniv och skar Capone i ansiktet tre gånger innan han lämnade baren med sin syster. Ryktet om incidenten nådde så småningom Yale, som tvingade Capone att be om ursäkt till Gallucio.
Denna incident fick Yale att ta Capone under sina beskyddande vingar och så småningom till hans ledande roll i kretsen som kallades Chicago Outfit. Det har spekulerats om att Capone förlät Frank Gallucio och till och med anlitade honom som livvakt senare i sin karriär.
Kniven gav emellertid upphov till hemska ärr, vilka plågade Capone för resten av hans liv.
Den 30 december 1918 gifte sig Capone med Mae Josephine Coughlin, en irländsk kvinna, som kort innan deras äktenskap hade fött hans son, Albert Francis ("Sonny") Capone. Paret bodde i Brooklyn innan de flyttade till Amityville, Long Island, för att ha nära till "Rum Row."
Capone arbetade fortfarande för Frankie Yale och tros ha begått åtminstone två mord innan han skickades till Chicago 1919, huvudsakligen för att undvika hämndaktioner från Bill Lovett, en våldsam löjtnant i  White Hand Gang, som höll på att söka efter Capone eftersom han förmodligen hade skadat en av Lovetts anställda så svårt att denne låg på sjukhus. Capone kände väl till Chicago, då han tidigare skickats dit av Yale för att hjälpa maffiabossen James "Big Jim" Colosimo att göra sig av med en besvärlig grupp utpressare, Black Hand Gang. Capone började arbeta för Colosimos imperium under Giovanni "Johnny" Torrio, en annan infödd Brooklyn-bo.

## Chicago
Torrio insåg genast att Capone hade en talang, och Capone befordrades snart till att ta hand om puben Four Deuces och ansvara för alkohol- och prostitutionsaffärer i Chicago. När spritförbudet nådde sin kulmen innebar detta mycket goda affärsinkomster. Colosimos motvillighet till att ge sig in i detta affärsområde ledde till att han mördades den 11 maj 1920, i ingången till sin nattklubb. Yale anhölls misstänkt för mordet, men fallet lades ned på grund av bristande bevis. Torrio var då högste ansvarig och utsåg Capone till sin högra hand.
Caponefamiljen flyttade till Chicago för gott, och köpte ett mindre hus på adressen 7244 South Prairie Avenue i södra delen av staden. Huset skulle senare komma att fungera som Al Capones första högkvarter.

## Familj
Capone gifte sig i december 1918 med irländska Mary Josephine "Mae" Coughlin (1897–1986). De fick tidigare samma månad sonen Albert Francis Capone, även kallad "Sonny", som blev parets enda barn. Han föddes troligtvis smittad av syfilis och behövde i ung ålder genomgå en operation för att överleva följdsjukdomar. Till följd av denna operation blev han delvis döv. Albert Francis gifte sig med Diane Ruth Casey (1919–1989) år 1941 och de fick tillsammans döttrarna Veronica (1943–2007), Teresa, Barbara och Patricia Capone-Brown. Albert Francis och Diane skilde sig i juli år 1964 och Albert Francis gifte om sig två gånger efter detta. År 1966 bytte Albert Francis sitt efternamn till Brown för att distansera sig från efternamnet Capone och dess rykte. Han gick bort år 2004, 85 år gammal, i Florida och begravdes i Kalifornien.

## I populärkultur
Capone har porträtterats på film ett flertal gånger, däribland av:
- Rod Steiger i Al Capone (1959)
- Neville Brand i I Satans garn (1961)
- Jason Robards i Chikago-massakern (1967)
- Ben Gazzara i Capone (1975)
- Robert De Niro i Brian De Palmas De omutbara (1987)
- Titus Welliver i Mot maktens höjder (1991)
- Tom Hardy i Josh Tranks Capone (2020)